# Coronacrisis in Taiwan
De coronacrisis in Taiwan veroorzaakt door de coronapandemie van 2020 had in Taiwan een milder verloop dan in vele omringende landen, met relatief weinig infecties. De eerste besmetting in Taiwan werd wel op 21 januari 2020 gerapporteerd.

## Vastgestelde besmettingen

### Tijdlijn

Aantal besmettingen (blauw) en sterfgevallen (rood) door COVID-19 (logaritmische schaal). De stippellijnen geven het dagelijkse verschil aan.

Op 21 januari 2020 werd de eerste besmetting vastgesteld in Taiwan. Het betrof een 50-jarige vrouw die was teruggekeerd vanuit Wuhan, waar ze les had gegeven. De vrouw arriveerde op de internationale luchthaven Taiwan Taoyuan. Zij rapporteerde op eigen initiatief haar symptomen en werd vervolgens opgenomen ter behandeling.
Per 28 januari 2020 waren er acht bevestigde besmettingen in Taiwan. Een van de patiënten was een Taiwanese man die een boete van NT$300,000 kreeg voor het niet rapporteren van zijn symptomen, om zich onder de radar van de autoriteiten te proberen te houden. Zijn handelen had kunnen leiden tot een mogelijke besmetting in een balzaal in Kaohsiung.

## Aanpak
Geholpen door eerdere ervaringen met het SARS-virus in 2003 nam de Taiwanese overheid al zeer snel maatregelen. Reeds begin januari 2020 werden reizigers uit China onderzocht, in quarantaine geplaatst en op contacten gescreend. Daardoor hoefde het land niet over te gaan tot een drastische lockdown. Eind april bleek de aanpak van de pandemie in het land een internationaal succesverhaal, ook door de medewerking van de bevolking.

## Politiek
Het verloop van de pandemie in Taiwan zorgde ook voor politieke deining in de schoot van de Wereldgezondheidsorganisatie. Het land, door VS-buitenlandminister Mike Pompeo zeer tegen de zin van China “een internationaal voorbeeld” genoemd in de aanpak van de pandemie, had eerder aangekondigd de status van waarnemer te vragen bij de WHO, maar zag daar uiteindelijk van af.